# Something to Dance For
Something to Dance For (in Italia "Sogno di Ballare") è una canzone cantata da Zendaya per la colonna sonora Shake It Up: Live 2 Dance. La canzone è stata scritta e prodotta da Jeannie Lurie, Aris Archontis, Benjamin Dherbecourt, Chen Neeman e pubblicata come singolo promozionale il 6 marzo 2012.

## Antefatti
La canzone è stata composta dal quartetto di cantautori e produttori Jeannie Lurie, Aris Archontis, Benjamin Dherbecourt e Chen Neeman, noti per formare la stessa partnership che ha composto canzoni come And The Crowd Goes di Chris Brochu, per la colonna sonora di Lemonade Mouth, So Far, So Great e What to Do di Demi Lovato per l'album Here We Go Again e per la colonna sonora Sonny with a Chance, Shake It Up di Selena Gomez, per la colonna sonora Shake It Up: Break It Down. Il 3 dicembre 2011, un video di bassa qualità è stato pianificato per un episodio futuro di A Tutto Ritmo per la stagione del 2012 ed ha iniziato a diffondersi sul web, mostrando una piccola anteprima della canzone. Il 6 marzo, infine, la canzone è stata pubblicata ufficialmente come singolo promozionale su iTunes.

## Video musicale
Il videoclip è stato pubblicato il 9 marzo 2012. Si tratta di un mash-up video con il brano di Bella Thorne TTYLXOX. Il video mostra le ragazze richiedere una la canzone dell'altra. Il dj decide di unire le due canzoni, così Zendaya inizia a cantare e ballare e segue Bella Thorne. Infine le due canzoni si mescolano, e il video si conclude con le cantanti che cantano le loro canzoni e ballano insieme.

## Classifiche
| Classifica (2012)                           | Posizione massima |
| ------------------------------------------- | ----------------- |
| US Billboard Bubbling Under Hot 100 Singles | 24                |